# 第19回全国中等学校ラグビーフットボール大会
第19回全国中等学校ラグビーフットボール大会（だい19かいぜんこくちゅうとうがっこうラグビーフットボールたいかい）は、1937年（昭和12年）1月に兵庫県西宮市の甲子園南運動場で開催された、旧制中学校・実業学校・師範学校および高等普通学校を対象としたラグビー競技大会である。

## 概要
朝鮮の朝鮮人向け教育機関であった高等普通学校が初めて出場し、優勝した。

## 参加チーム
太字はシード校。
- 北海中学校（北海道）（3年ぶり2回目）
- 秋田県立秋田工業学校（秋田県・実業学校）（8年連続8回目）
- 早稲田実業学校（東京府）（2年ぶり5回目）
- 京都市立第一商業学校（京都府）（2年連続14回目）
- 兵庫県立第一神戸中学校（兵庫県）（2年連続6回目）
- 天理中学校（奈良県）（3年連続8回目）
- 崇徳中学校（広島県）（3年連続3回目）
- 徳島県脇町中学校（徳島県）（3年連続3回目）
- 福岡県立福岡中学校（福岡県）（5年連続9回目）
- 台北州立台北第一中学校（外地）（4年連続6回目）
- 培材高等普通学校[1]（外地）（初出場）
- 撫順中学校[2]（外地）（初出場）

## 試合結果

### 1回戦
- 京一商 19-3早実
- 神戸一中 13-3脇町中
- 培材高普 8-3天理中
- 撫順中 11-6秋田工

### 2回戦
- 京一商 14-5神戸一中
- 台北一中 37-3北海中
- 崇徳中 3-3福岡中（抽選で崇徳中の勝ち抜け）
- 培材高普 11-0撫順中

### 準決勝
- 京一商3-29 台北一中
- 崇徳中0-11 培材高普

### 決勝
培材高普が初出場で初優勝を果たした。
- 培材高普 9-8台北一中